# Torrinha
Torrinha é um município brasileiro do estado de São Paulo. Sua população, segundo o censo demográfico realizado pelo IBGE em 2022, é de 9.335 habitantes.

## História
A ocupação e o povoamento onde hoje localiza-se o município de Torrinha caracterizou-se pelo avanço das fronteiras de colonização do interior do país na busca por riquezas. Nos séculos XVII e XVIII essa porção do território paulista era cortada por caminhos de tropeiros e viajantes que aí faziam seu pouso. Com a necessidade de suprimentos de gêneros alimentícios, abastecimento variado e serviços de consertos, surgiram incipientes atividades comerciais e de prestação de serviço, possibilitando a fixação dos primeiros colonizadores da região e a formação de núcleos populacionais.
Esse processo de ocupação intensificou-se com a doação de sesmarias que deram forma e delinearam as grandes propriedades rurais, embriões das futuras áreas urbanas. A Lei de Terra de 1850 favoreceu a vinda de pessoas de outras regiões do país que aqui estabeleceram-se com agricultura de subsistência em áreas próximas ao pequeno arraial em formação.
Através de documentos e registros, sabe-se que algumas famílias torrinhenses já viviam aqui desde 1850. Dessa forma podemos afirmar que as famílias Mamoni, Fonseca Costa, Mello, Dias, Ferreira, Ferraz, Gomes, Ribeiro do Prado, Dias Ramos, Carvalho, Franco de Moraes, Souza, Barros, Teixeira, Leite, Marques, Paiva, França, Pinto, Melchert, Barbosa, Bueno são consideradas as pioneiras.
Historicamente, José Antunes de Oliveira é considerado o fundador de Torrinha, foi ele quem doou ao Bispado de São Paulo uma pequena área onde foi edificada uma capela em homenagem a São José (onde se encontra a atual matriz), considerado o padroeiro da cidade. Calcula-se que esse fato se deu por volta de 1870, ou seja, dezenove anos antes da República.
Em 1880, documentos da época, registram a chegada de Jerônimo Martins Coelho, neto do Barão de Cocais, Vindo da Borda da Mata, Minas Gerais, que aqui adquiriu grande quantidade de terras que alcançava as localidades de Santa Maria da Serra, Torrinha, Brotas e Dois Córregos. Instalou-se por muito tempo em terras onde hoje está a Usina dos Três Saltos e construiu nesta fazenda uma das primeiras Igrejas Presbiterianas do Estado.
Nesse período outras famílias foram chegando e o arraial foi adquirindo vida e com a chegada de Bento Lacerda, que era filho do Barão de Araras, Bento Lacerda Guimarães e de Dona Manuela Franco, em 1886, o pequeno arraial ganha impulso. Bento Lacerda acabara de retornar à pátria, vindo da Alemanha, onde estudara na Universidade Politécnica de Hannover, especializando-se em química e mineração. Aceitou o desafio e veio trabalhar nas terras adquiridas pelo Barão. Tornou-se uma das figuras mais importantes da história do município. A ele são atribuídas a criação do Distrito de Polícia em 1892 e Distrito de Paz em 1896.
O desenvolvimento econômico dessa região iniciou-se por volta do século XIX com a introdução da cultura açucareira. O plantio de cana-de-açúcar no município de Torrinha deve-se à sua proximidade geográfica das áreas açucareiras de Piracicaba, Araraquara e São Carlos. Entretanto as condições locais não favoreceram a permanência dessa cultura. O ciclo de cana-de-açúcar impulsionou o povoamento e a colonização, favorecendo a introdução da cultura cafeeira e estimulando a vinda dos imigrantes.
A cultura cafeeira foi introduzida no município no final do século XIX e seu desenvolvimento está associado à construção da ferrovia pela Companhia Paulista de Estradas de Ferro, inaugurada em 7 de setembro de 1886, com o nome de Estação Ferroviária de Santa Maria e posteriormente Torrinha.
A estação, hoje em processo de restauro, que está sendo desenvolvido por convênio entre as autoridades governamentais, representou a força maior no desenvolvimento da cidade que, à época, necessitava de um meio de escoamento e depósito de seu principal produto agrícola, o café, como também foi de utilidade para o transporte de passageiros entre eles os imigrantes. Conforme A Gazeta, op. cit., o deputado e jornalista Luiz Silveira, um dos ilustres torrinhenses, começou a trabalhar nesta estação, como aprendiz de telegrafista.Antônio Tito Costa é outro filho ilustre, que seguiu carreira jurídica e política.

### Formação territorial-administrativa
Histórico da formação do município:
- Distrito criado no município de Brotas pela Lei nº 468, de 14/12/1896.
- Município criado pela Lei nº 1.883, de 30/11/1922.

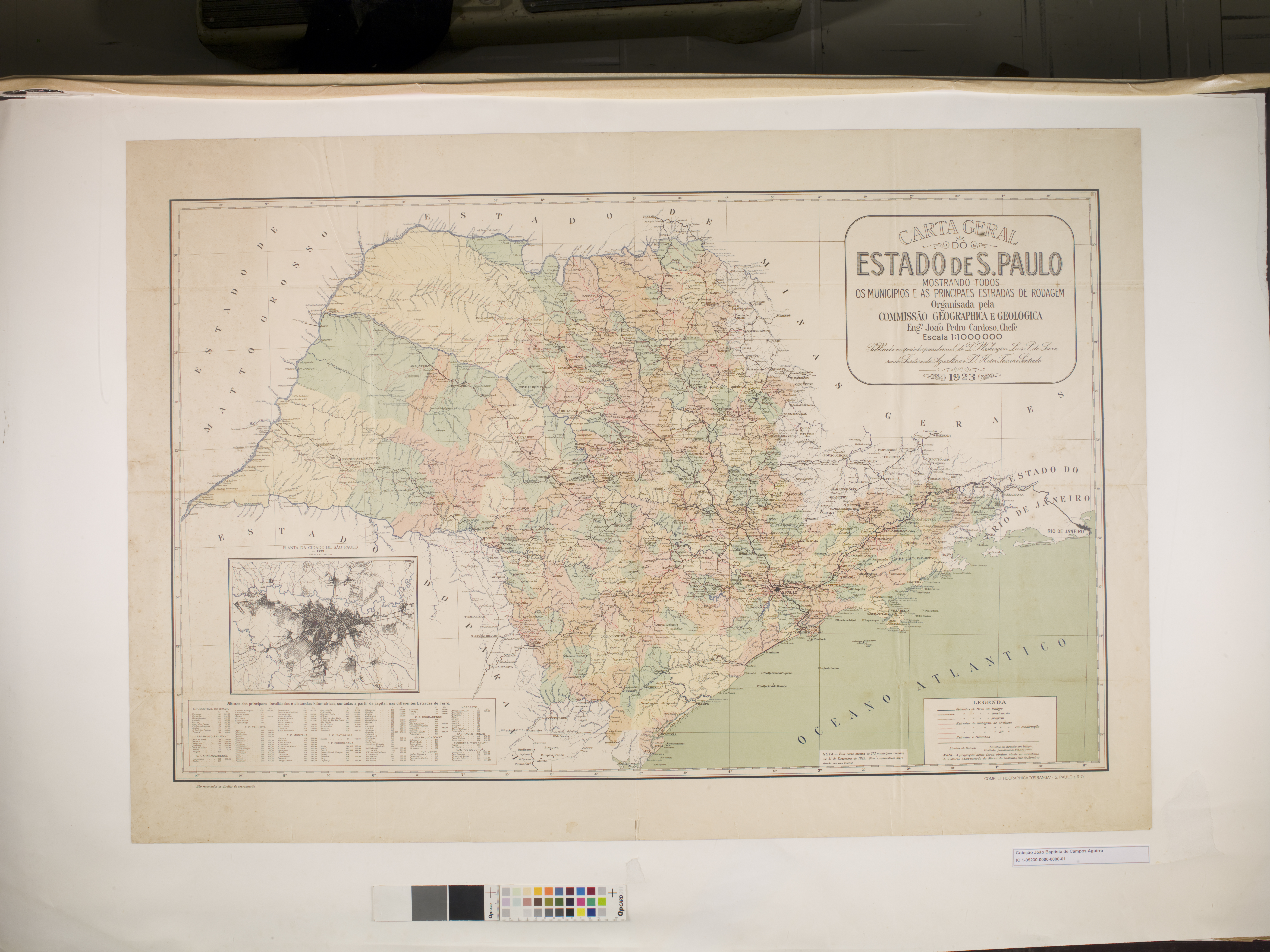
Estado de São Paulo (1923).

## Geografia
Localiza-se a uma latitude 22º25'34" sul e a uma longitude 48º10'09" oeste, estando a uma altitude de 802 metros. Possui uma área de 315.267 km².

### Hidrografia
- Ribeirão Pinheirinho ou Córrego da Cachoeira
- Rio Jaú

### Rodovias

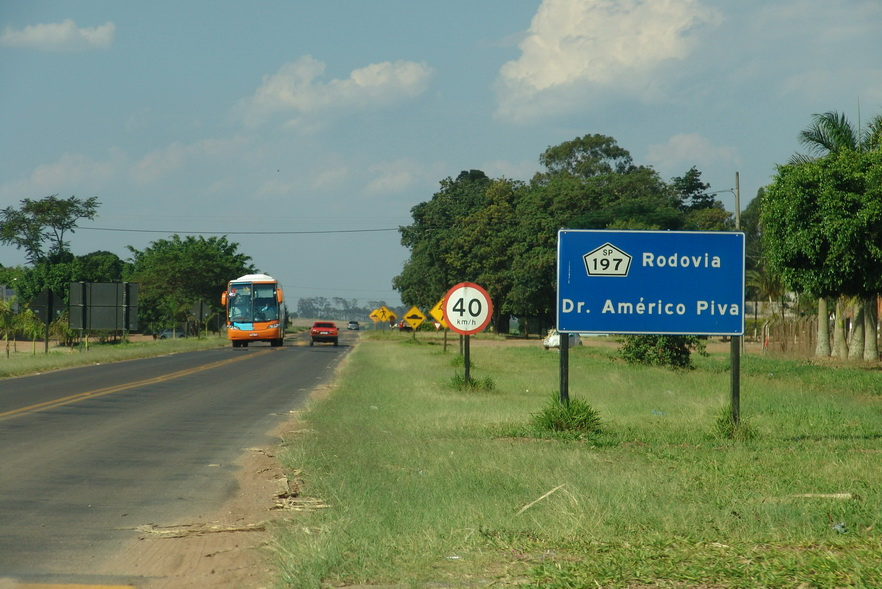
Trecho da SP-197 em Torrinha.

- SP-197 Rodovia Dr. Américo Piva (Brotas - Torrinha)
- SP-304 Rodovia Deputado Amauri Barroso de Sousa (Jaú até Torrinha)
- SP-304 Sem Nome (Torrinha - Santa Maria da Serra)
- Estrada vicinal Cezarino Mariano que liga Torrinha ao Bairro Paraíso.

### Ferrovias

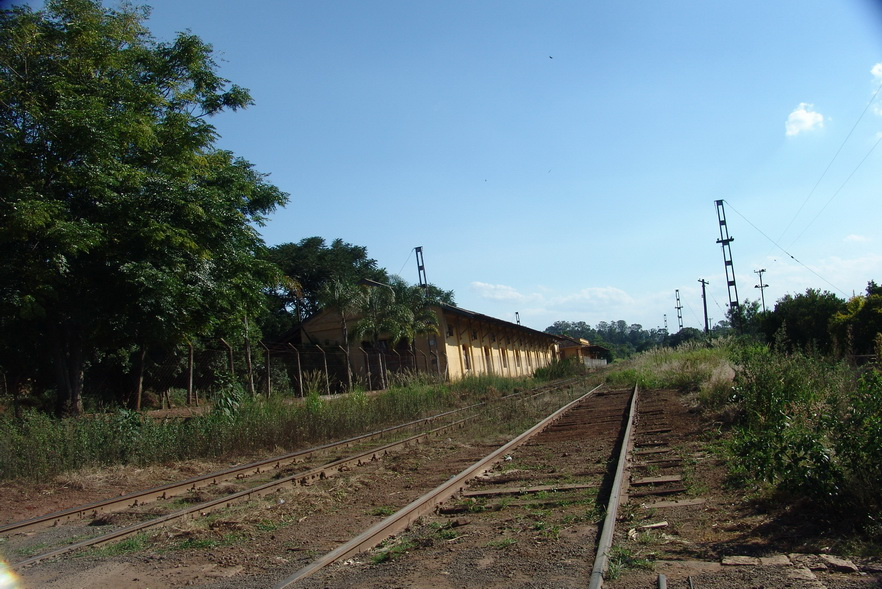
Estação ferroviária.

- Linha Tronco Oeste (Itirapina-Panorama) da antiga Companhia Paulista de Estradas de Ferro [9]

## Demografia

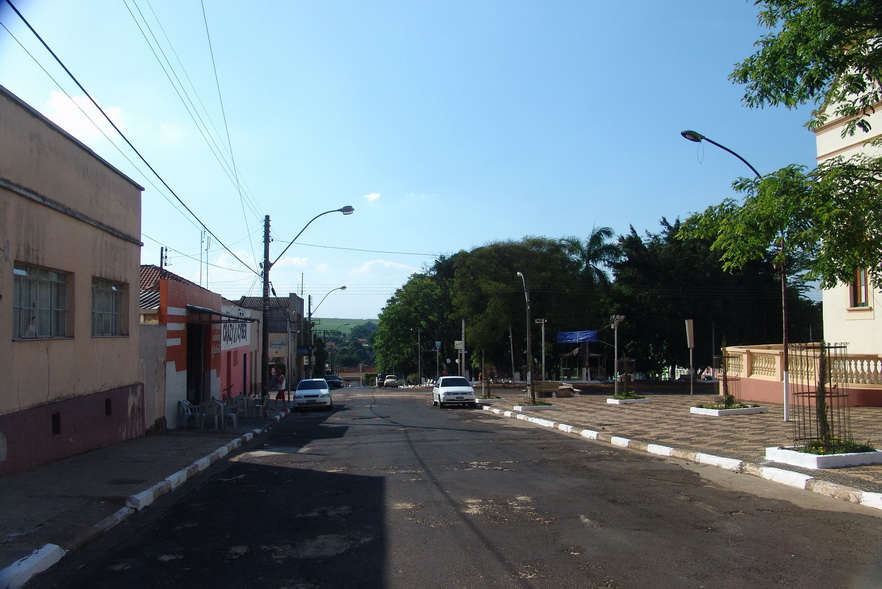
Centro da cidade.

### População
| Crescimento populacional                             | Crescimento populacional | Crescimento populacional | Crescimento populacional |
| Ano                                                  | População Total          |                          | %±                       |
| ---------------------------------------------------- | ------------------------ | ------------------------ | ------------------------ |
| 1925                                                 | 6 815                    |                          | —                        |
| 1934                                                 | 5 769                    |                          | −15,3%                   |
| 1937                                                 | 6 168                    |                          | 6,9%                     |
| 1940                                                 | 6 710                    |                          | 8,8%                     |
| 1946                                                 | 6 031                    |                          | −10,1%                   |
| 1950                                                 | 5 793                    |                          | −3,9%                    |
| 1958                                                 | 5 198                    |                          | −10,3%                   |
| 1960                                                 | 6 568                    |                          | 26,4%                    |
| 1970                                                 | 6 501                    |                          | −1,0%                    |
| 1980                                                 | 6 558                    |                          | 0,9%                     |
| 1991                                                 | 7 503                    |                          | 14,4%                    |
| 2000                                                 | 8 837                    |                          | 17,8%                    |
| 2010                                                 | 9 330                    |                          | 5,6%                     |
| 2022                                                 | 9 335                    |                          | 0,1%                     |
| Est. 2024                                            | 9 484                    | [ 10 ]                   | 1,6%                     |
| Fontes: Censos Demográficos IBGE e Estimativas SEADE |                          |                          |                          |

## Política e administração

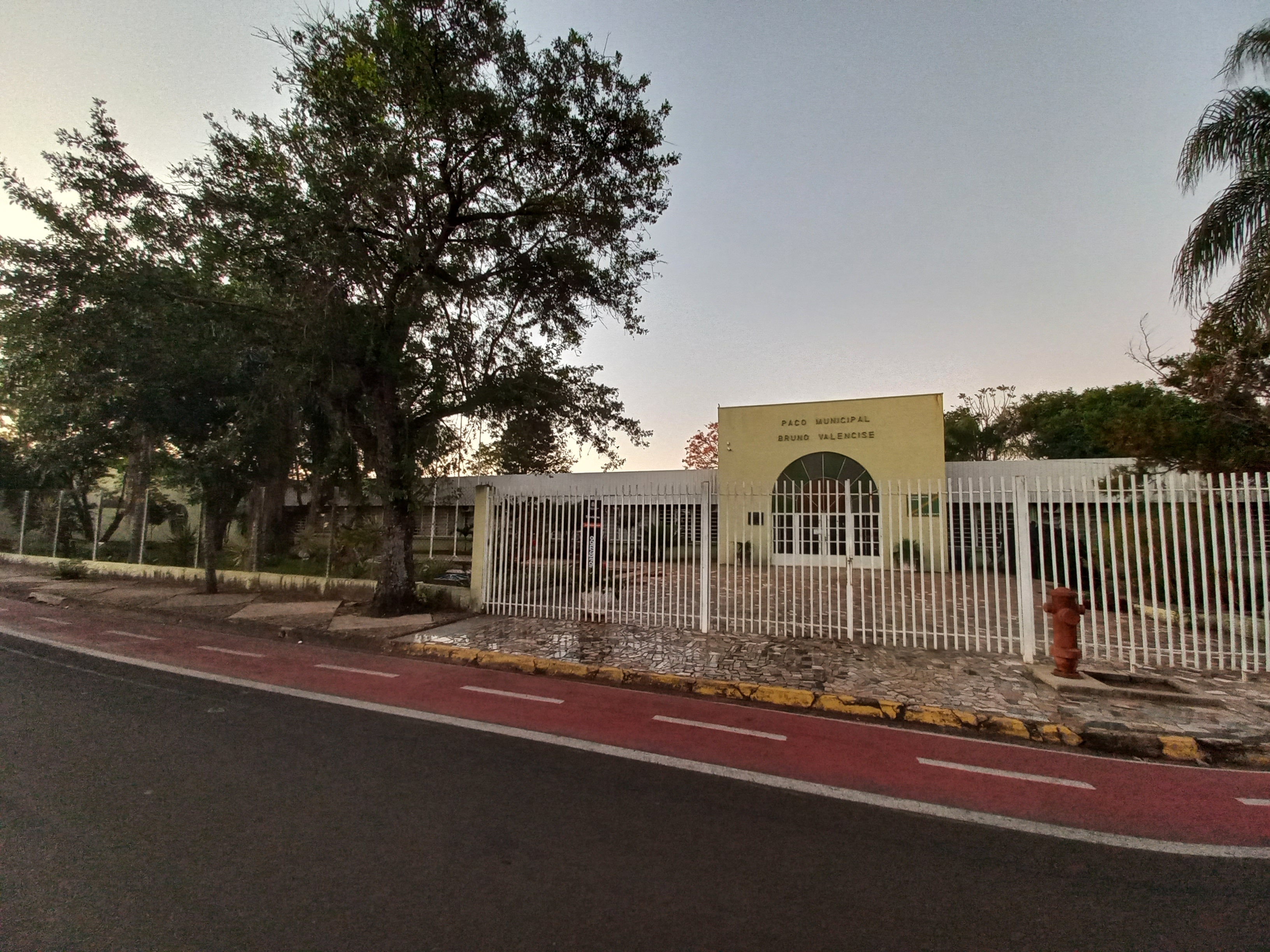
Prefeitura Municipal.

- Prefeito: Ari Rodolfo Buzato (2025-2028)
- Vice-prefeito: Gilcimar Botteon (2025-2028)
- Presidente da câmara: Evaldo Spigolon (2025-2026)

## Infraestrutura

### Comunicações
O sistema de telefones automáticos foi inaugurado na cidade em 1975 pela Telecomunicações de São Paulo (TELESP), que também implantou o sistema de discagem direta à distância (DDD) em 1985 com o código de área (0146). Anteriormente a cidade era atendida pela Companhia Telefônica Brasileira (CTB).
Na década de 90 o código DDD da cidade foi alterado para (014), para padronização do sistema telefônico com a telefonia celular que estava sendo implantada em todo o estado.

## Cultura e lazer
Torrinha proporciona diversas opções de passeios ao ar livre, em contato com a natureza, com a qualidade de vida, com a aventura e com a autêntica cultura do interior, tais como: Cachoeira do Cidão, Estação Ferroviária, Mosteiro São Francisco de Assis, e Pesqueiro Paineira.

## Pessoas ilustres
- Tito Costa - político, advogado e escritor

## Religião
O Cristianismo se faz presente na cidade da seguinte forma:

### Igreja Católica

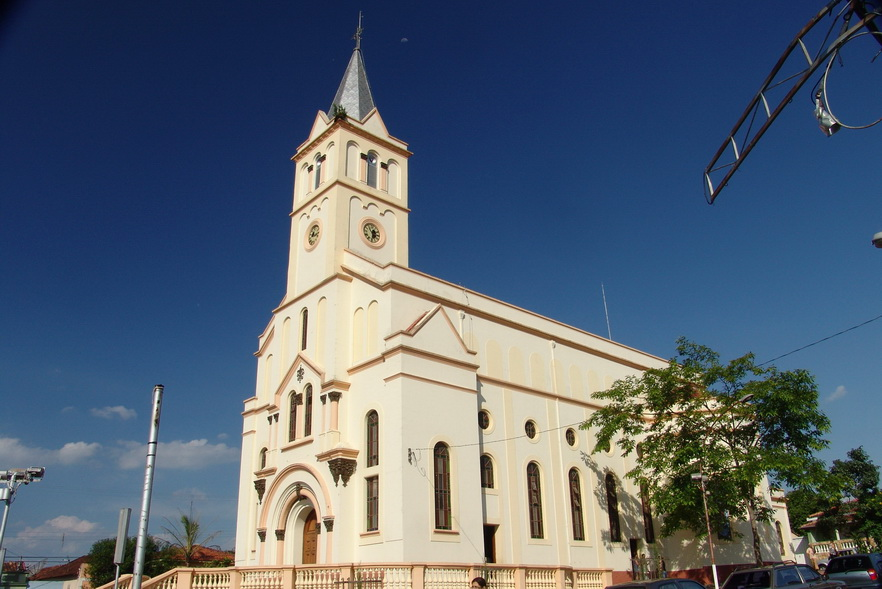
Igreja Matriz.

A igreja faz parte da Diocese de Jaú. O padroeiro é São José, comemorado no dia 19 de março.
- Igreja Matriz São José
- Santuário de Nossa Senhora Aparecida
- Capela de Santo Antônio
- Mosteiro da Apresentação do Senhor - Bairro do Paraíso

### Igrejas Evangélicas
Entre as igrejas protestantes históricas, pentecostais e neopentecostais, encontram-se na cidade:
- Assembleia de Deus Ministério do Belém.[25][26]
- Congregação Cristã no Brasil.[27]
- Igreja Presbiteriana do Brasil em Torrinha.[28]